# Waldegrave
Waldegrave je jméno starého anglického šlechtického rodu připomínaného od 13. století. Prvním významným členem byl předseda Dolní sněmovny Sir Richard Waldegrave (1338–1410). Širšího vlivu dosáhli za vlády Tudorovců, kdy rozšířili majetek a zastávali vysoké úřady u dvora. Jako katolíci byli za vlády Alžběty I. donuceni k politické pasivitě, později dosáhli titulu baroneta (1643). V roce 1686 byl Henry Waldegrave povýšen na barona. Podporou hannoverské dynastie a přestupem na anglikánskou víru si udrželi vysoké postavení během 18. a 19. století, v roce 1729 jim byl udělen titul hraběte. Počínaje prvním hrabětem jsou všichni členové rodu přímými potomky Jakuba II. z jeho nemanželského poměru s Arabellou Churchillovou. V různých obdobích vlastnili proslulé památky významné historicky (Hever Castle) nebo architektonicky (Strawberry Hill House). Současným představitelem rodu je James Sherbrooke Waldegrave, 13. hrabě Waldegrave (*1940). Jeho mladší bratr William Waldegrave (*1944) byl dlouholetým politikem Konzervativní strany a ve vládách Margaret Thatcherové a Johna Majora zastával funkce ministra zdravotnictví a zemědělství.

## Dějiny rodu

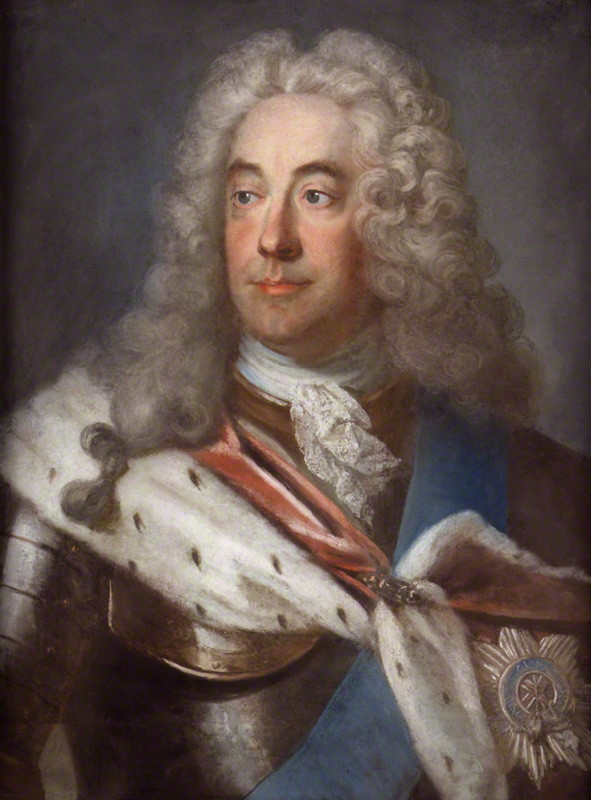
James Waldegrave, 1. hrabě Waldegrave

Rod se připomíná od 13. století pod původním jménem Walgrave odvozeným od stejnojmenné vesnice v hrabství Northamptonshire. Později se usadili v Suffolku na panství Smalbridge Hall, kde sídlil Sir Richard Waldegrave (1338–1410). Ten zastával řadu funkcí ve správě různých hrabství a v roce 1381 byl předsedou Dolní sněmovny. Jeho syn Richard (†1434) vynikl jako vojevůdce za stoleté války. Z dalších generací dosáhl širšího významu Sir William Waldegrave (1507–1554), voják a člen Dolní sněmovny, v roce 1533 povýšený do šlechtického stavu. Zemřel krátce po nástupu Marie I., kterou podporoval stejně jako jeho vzdálený bratranec Edward Waldegrave (1516–1561). Edward se nejprve obohatil na majetku zrušených klášterů za Jindřicha VIII., pak byl krátce vězněn a za vlády Marie I. dosáhl vysokých úřadů ve správě království. Za Alžběty I. byl jako katolík uvězněn v Toweru a katolické víry se drželi i jeho potomci, což jim umožnilo další vzestup až za vlády Stuartovců. Edward Waldegrave (1568–1650) na počátku občanské války podporoval Karla I. a v roce 1643 získal titul baroneta.

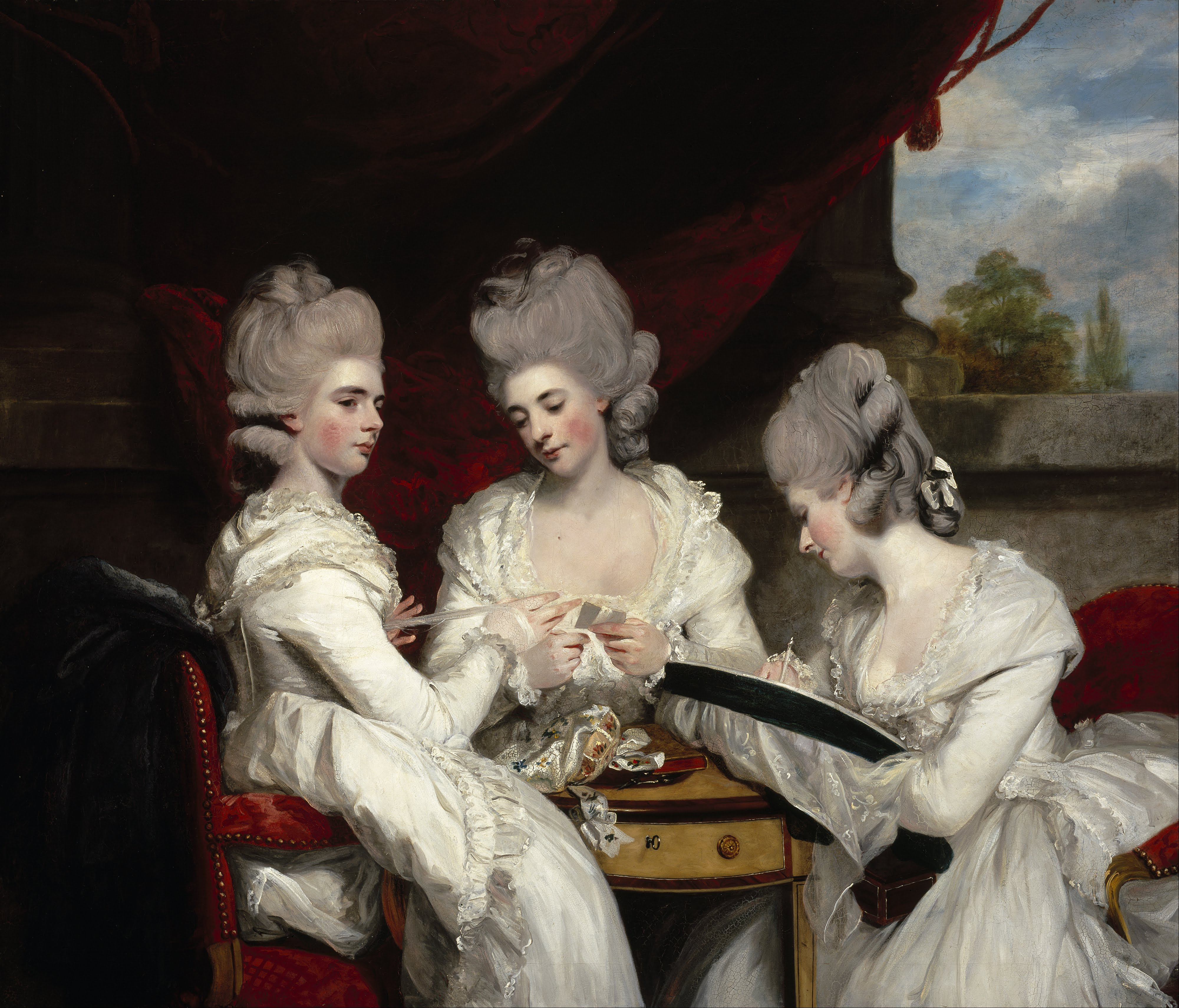
Joshua Reynolds: Skupinový portrét Ladies Waldegrave (1780), dcery 2. hraběte Waldegrave, Skotské národní galerie

Edwardův pravnuk Henry Waldegrave, 4. baronet (1661–1690), se oženil s Henriettou Fitzjames (1667–1730), nemanželskou dcerou Jakuba II. Tento příbuzenský vztah předurčil Henryho kariéru za krátké Jakubovy vlády, kdy získal titul barona (1686) a zastával vysoké funkce u dvora. Po Slavné revoluci odešel s Jakubem II. do francouzského exilu, kde krátce poté zemřel. Jeho syn James Waldegrave (1684–1741) se později vrátil do Anglie, podpořil nástup hannoverské dynastie a po přestupu na anglikánskou víru (1719) se uplatnil jako úspěšný diplomat. V roce 1729 byl povýšen do hraběcího stavu. Jeho syn James Waldegrave, 2. hrabě Waldegrave (1715–1763), zastával funkce u dvora a v roce 1757 se jej Jiří II. pokusil prosadit do funkce premiéra. Díky jeho manželce Marii Walpolové později potomci zdědili zámek Strawberry Hill House. Díky četné úmrtnosti v předčasném věku a bez potomstva se v držení hraběcího titulu vystřídalo během poměrně krátké doby jednoho století osm členů rodu. Dědicem druhého hraběte byl jeho mladší bratr, generál a dvořan John Waldegrave, 3. hrabě Waldegrave (1718–1784), po něm pak hraběcí titul užívali postupně tři synové a dva vnukové.
Přes pokles významu rodu během 19. století si vysoké postavení udržel ještě William Waldegrave, 9. hrabě Waldegrave (1851–1930), který mimo jiné díky rodinným vazbám na premiéra markýze ze Salisbury zastával několik vládních úřadů a byl mluvčím Konzervativní strany v Horní sněmovně. Za něj došlo k prodeji sídla Strawberry Hill House (1883), rodina od té doby sídlí v Chewton House (Somerset). Současným představitelem rodu je James Sherbrooke Waldegrave, 13. hrabě Waldegrave (*1940), který má příjmy z pronájmu pozemků a nemovitostí v Somersetu. Jeho mladší bratr William Waldegrave (*1944) byl dlouholetým poslancem Dolní sněmovny za Konzervativní stranu a ve vládách Margaret Thatcherové a Johna Majora zastával funkce ministra zdravotnictví a zemědělství. Po porážce ve volbách (1997) byl v roce 1999 jmenován doživotním členem Horní sněmovny jako baron Waldegrave z North Hillu.
William Waldegrave (1753–1825), mladší syn 3. hraběte Waldegrave, dosáhl v námořnictvu hodnosti admirála a v roce 1802 získal irský titul barona Radstocka. U Royal Navy sloužili i oba jeho synové, starší z nich, Granville Waldegrave, 2. baron Radstock (1786–1857), byl též admirálem. Posledním členem této rodové linie byl Montagu Waldegrave, 5. baron Radstock (1867–1953). Jeho jediný syn John Waldegrave (1905–1944) zahynul jako námořní důstojník za druhé světové války bez potomstva.

## Rodová sídla

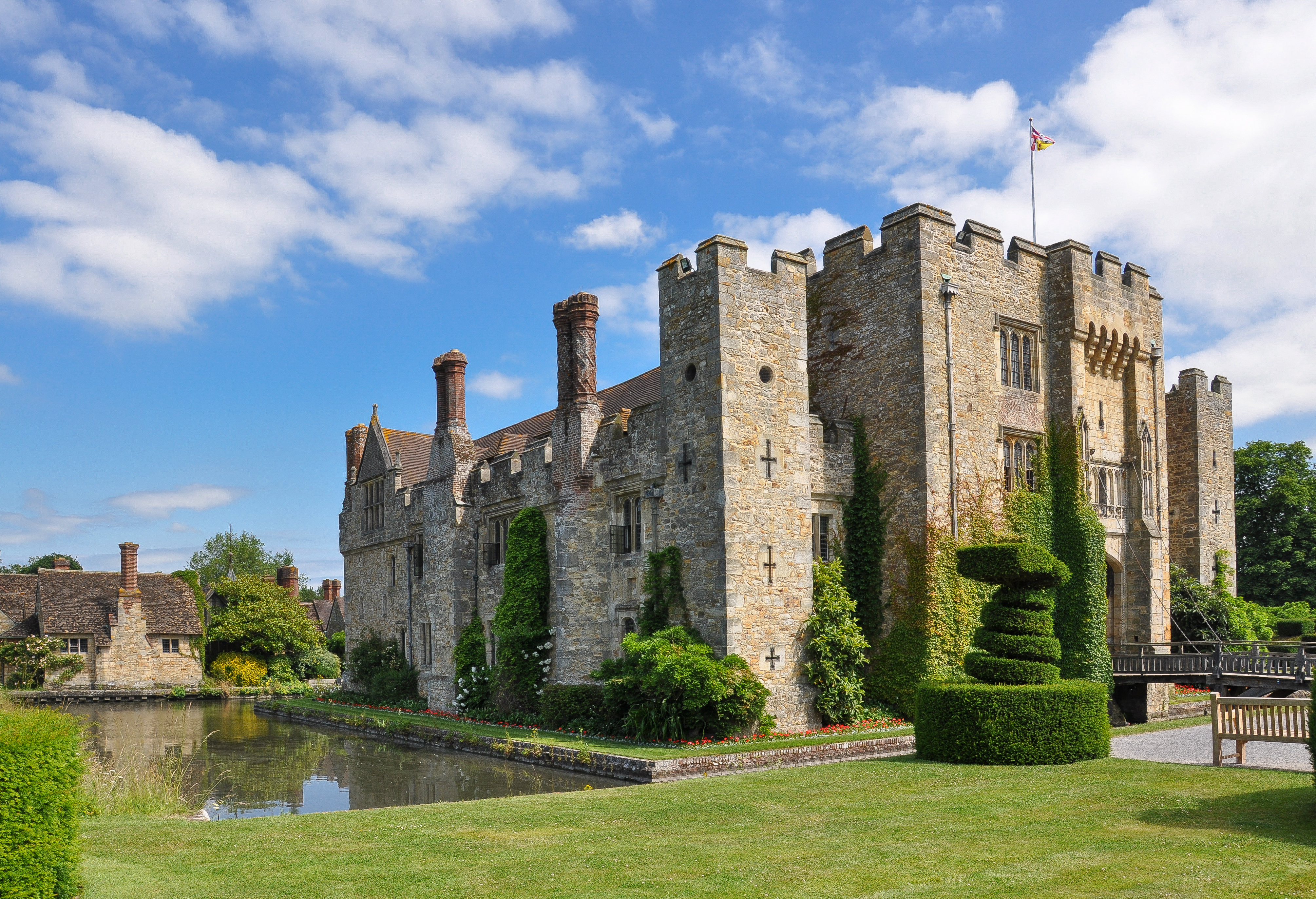
Hrad Hever Castle, hlavní sídlo rodu Waldegrave v letech 1557–1715

Nejstarší rodové sídlo Smalbridge Hall (Suffolk) jim patřilo od 14. století, zámek v současné podobě zde byl postaven v polovině 16. století za Sira Williama Waldegrave. Panství bylo prodáno kvůli dluhům počátkem 18. století. Starobylý hrad Hever Castle (Kent) přibyl do rodového majetku v roce 1557. Hever Castle byl původně majetkem Boleynů a po popravě královny Anny Boleynové, druhé manželky Jindřicha VIII., se stal majetkem Jindřichovy další manželky Anny Klevské. Po její smrti přešel hrad do korunního majetku a možnosti nákupu využil Sir Edward Waldegrave, který tehdy patřil k vlivným osobnostem dvora Marie I. Ten byl sice za Alžběty I. uvězněn, ale majetek zůstal rodině zachován. Jeho potomci zůstali nadále katolíci, což jim neumožnilo participaci na veřejném životě a hrad Hever Castle se stal jejich trvalým a hlavním sídlem až do druhé poloviny 17. století. První hrabě Waldegrave podpořil nástup hannoverské dynastie a přestoupil na anglikánskou víru, což mu umožnilo kariéru u dvora a v diplomacii a získal hraběcí titul. Hever Castle tehdy ve svých stísněných gotických formách neodpovídal rodovým ambicím jako hlavní rodové sídlo a v roce 1715 byl prodán. Novým majitelem se stal úspěšný podnikatel a londýnský lord mayor Sir William Humfreys, později hrad patřil milionářské rodině Astorů. Po prodeji Hever Castle nechal první hrabě Waldegrave postavit zámky Navestock New Hall (Essex) a Chewton House (Somerset), které však již dnes neexistují.

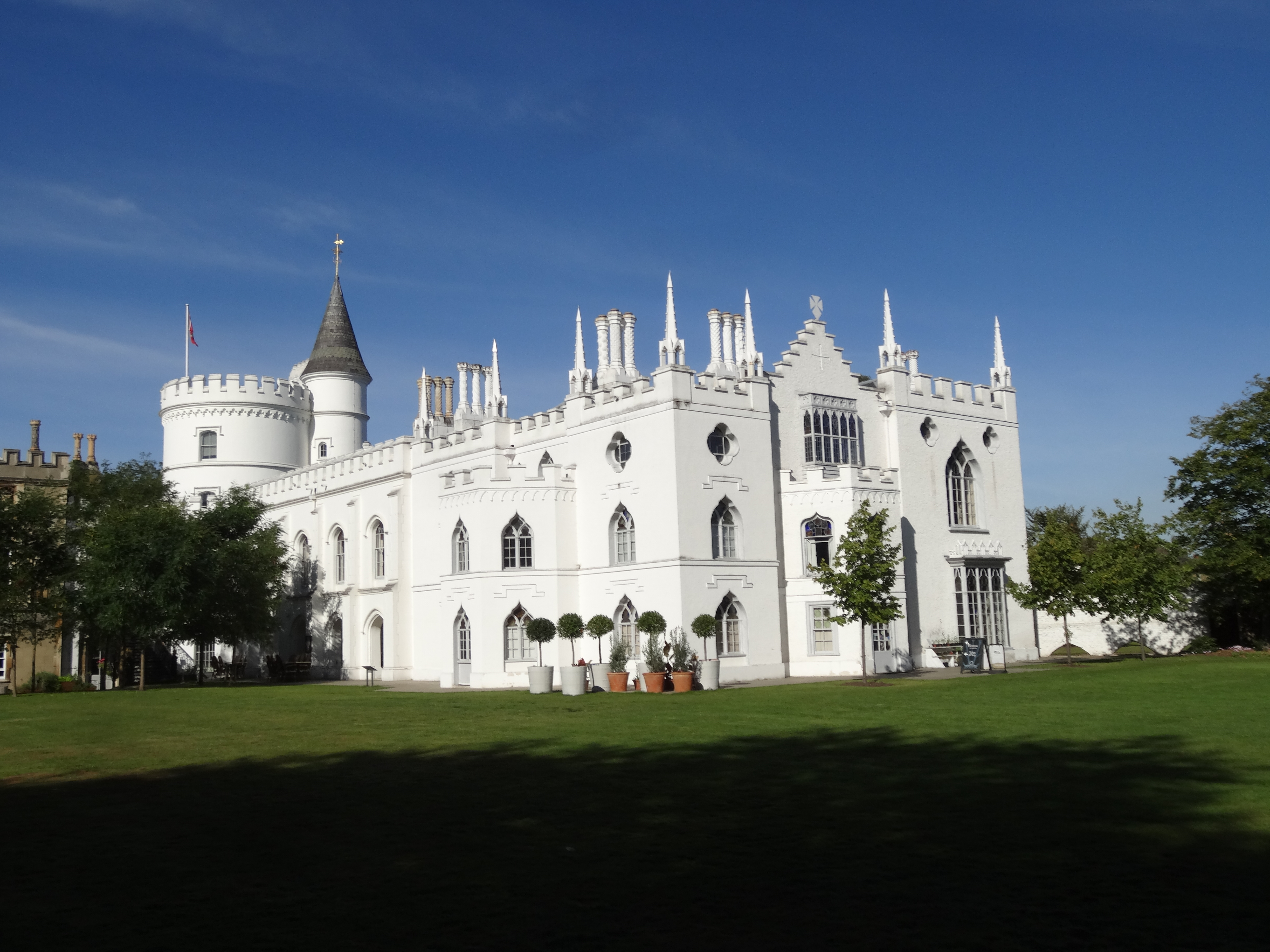
Zámek Strawberry Hill House, majetek rodu Waldegrave 1811–1883

V 19. století byl majetkem rodiny Waldegrave zámek Strawberry Hill House, který nechal postavit v několika etapách ve druhé polovině 18. století podle vlastního projektu majitel Horace Walpole (1717–1797). Strawberry Hill má v dějinách architektury význam jako příklad užití gotických prvků dlouho před příchodem novogotiky. Po Horace Walpolovi zdědila v roce 1811 Elizabeth Waldegrave (1760–1816), manželka 4. hraběte Waldegrave, která po své matce Marii pocházela z rodu Walpole. Její vnuk George Waldegrave, 7. hrabě Waldegrave (1816–1846), vedl rozmařilý život, v roce 1841 byl uvězněn za to, že v opilosti napadl četníka, poté kvůli dluhům v roce 1842 rozprodal Walpolovy umělecké sbírky a Strawberry Hill House zůstal opuštěn. K obnově zámku a zahrad došlo až po jeho smrti. Iniciátorkou rozsáhlých úprav interiérů a přístavby bočního křídla byla vdova po 7. hraběte Frances, rozená Braham (1821–1879), která se pak ještě dvakrát provdala (George Granville Harcourt, Chichester Parkinson–Fortescue), ale do smrti užívala titul hraběnky Waldegrave. Po její smrti byl zámek Strawberry Hill House prodán (1879), od roku 1922 je majetkem katolické vysoké školy St Mary's University.

## Osobnosti
- Sir Richard Waldegrave (1338–1410), předseda Dolní sněmovny 1381
- Sir William Waldegrave (1507–1554), vojevůdce, politik, 1533 povýšen do šlechtického stavu
- Sir Edward Waldegrave (1516–1561), dvořan, politik, 1553 povýšen do šlechtického stavu
- Sir Edward Waldegrave (1568–1650), politik, vojevůdce, 1643 povýšen na baroneta
- Henry Waldegrave, 1. baron Waldegrave (1661–1690), dvořan, politik, 1686 povýšen na barona
- James Waldegrave, 1. hrabě Waldegrave (1684–1741), dvořan, diplomat, 1729 povýšen na hraběte
- James Waldegrave, 2. hrabě Waldegrave (1715–1763), dvořan, politik
- John Waldegrave, 3. hrabě Waldegrave (1718–1784), generál, dvořan, politik
- George Waldegrave, 4. hrabě Waldegrave (1751–1789), dvořan, důstojník
- William Waldegrave, 1. baron Radstock (1753–1825), admirál, 1802 povýšen na barona Radstocka
- Granville George Waldegrave, 2. baron Radstock (1786–1857), admirál
- William Waldegrave, 8. hrabě Waldegrave (1788–1859), admirál
- William Waldegrave, 9. hrabě Waldegrave (1851–1930), politik, mluvčí Konzervativní strany ve Sněmovně lordů
- William Waldegrave, baron Waldegrave (*1944), politik Konzervativní strany, britský ministr zdravotnictví (1990–1992) a zemědělství (1994–1995)